# Tlaquepaque
Tlaquepaque (även San Pedro Tlaquepaque) är en stad i västra Mexiko och är belägen i delstaten Jalisco. Staden ingår i Guadalajaras storstadsområde och har 570 691 invånare (2007), med totalt 592 802 invånare (2007) i hela kommunen på en yta av 113 km².